# Mikael Eurenius Höijer
Mikael Eurenius Höijer, död 1756, var en svensk jurist.

## Biografi
Mikael Eurenius Höijer blev 1712 student vid Uppsala universitet och var medlem i Västerbottniska nationen. Han blev 27 september 1722 häradshövding i Västerbottens norra kontrakts domsaga och avled 1756.
Eurenius Höijer var gift med Britta Maria Soot. Carl von Linnés vistades under sex dagar hos Eurenius Höijer.